# روجر كرايغ (عالم حاسوب)
روجر كرايغ (بالإنجليزية: Roger Craig)‏ هو عالم حاسوب أمريكي، ولد في 1977.